# Campeonato Mundial de Snowboard de 2005
O Campeonato Mundial de Snowboard de 2005 foi a sexta edição do Campeonato Mundial de Snowboard, organizado pela Federação Internacional de Esqui (FIS). A competição foi disputada entre os dias 15 de janeiro e 23 de janeiro, em Whistler Blackcomb na cidade de Whistler no Canadá.

## Medalhistas

### Masculino
| Evento                  | Ouro                          | Prata                     | Bronze                       |
| Big air                 | Antti Autti · Finlândia       | Matevz Petek · Eslovênia  | Andreas Jakobsson · Suécia   |
| Halfpipe                | Antti Autti · Finlândia       | Justin Lamoureux · Canadá | Kim Christiansen · Noruega   |
| Snowboard cross         | Seth Wescott · Estados Unidos | François Boivin · Canadá  | Jayson Hale · Estados Unidos |
| Slalom gigante paralelo | Jasey Anderson · Canadá       | Urs Eiselin · Suíça       | Nicolas Huet · França        |
| Slalom paralelo         | Jasey Anderson · Canadá       | Nicolas Huet · França     | Siegfried Grabner · Áustria  |

### Feminino
| Evento                  | Ouro                                | Prata                       | Bronze                        |
| Halfpipe                | Doriane Vidal · França              | Manuela Pesko · Suíça       | Hannah Teter · Estados Unidos |
| Snowboard cross         | Lindsey Jacobellis · Estados Unidos | Karine Ruby · França        | Maëlle Ricker · Canadá        |
| Slalom gigante paralelo | Manuela Riegler · Áustria           | Svetlana Boldikova · Rússia | Doresia Krings · Áustria      |
| Slalom paralelo         | Daniela Meuli · Suíça               | Heidi Neururer · Áustria    | Doresia Krings · Áustria      |

## Quadro de medalhas
| Ordem | País           | Medalha de ouro | Medalha de prata | Medalha de bronze | Total |
| ----- | -------------- | --------------- | ---------------- | ----------------- | ----- |
| 1     | Canadá         | 2               | 2                | 1                 | 5     |
| 2     | Estados Unidos | 2               | 0                | 2                 | 4     |
| 3     | Finlândia      | 2               | 0                | 0                 | 2     |
| 4     | França         | 1               | 2                | 1                 | 4     |
| 5     | Suíça          | 1               | 2                | 0                 | 3     |
| 6     | Áustria        | 1               | 1                | 3                 | 5     |
| 7     | Eslovênia      | 0               | 1                | 0                 | 1     |
| 7     | Rússia         | 0               | 1                | 0                 | 1     |
| 9     | Noruega        | 0               | 0                | 1                 | 1     |
| 9     | Suécia         | 0               | 0                | 1                 | 1     |
|       | TOTAL          | 9               | 9                | 9                 | 27    |